# Meridià 1 a l'oest
El meridià 1 a l'oest de Greenwich és una línia de longitud que s'estén des del pol Nord travessant l'oceà Àrtic, Europa, l'oceà Atlàntic, Àfrica, l'oceà Antàrtic, i l'Antàrtida fins al pol Sud.
El meridià 1 a l'oest forma un cercle màxim amb el meridià 179 a l'est. Com tots els altres meridians, la seva longitud correspon a una semicircumferència terrestre, uns 20.003,932 km. Al nivell de l'Equador, és a una distància del meridià de Greenwich de 111 km.

## De Pol a Pol
Començant en el pol Nord i dirigint-se cap al pol Sud, aquest meridià travessa:
| Coordenades                           | País, territori o mar | Notes                                                                                              |
| ------------------------------------- | --------------------- | -------------------------------------------------------------------------------------------------- |
| 90° 0′ N, 1° 0′ O / 90.000°N,1.000°O  | Oceà Àrtic            | |
| 81° 42′ N, 1° 0′ O / 81.700°N,1.000°O | Oceà Atlàntic         | |
| 60° 42′ N, 1° 0′ O / 60.700°N,1.000°O | Regne Unit            | Escòcia — illes de Yell i Hascosay, Shetland                                                       |
| 60° 36′ N, 1° 0′ O / 60.600°N,1.000°O | Mar del Nord          | |
| 60° 22′ N, 1° 0′ O / 60.367°N,1.000°O | Regne Unit            | Escòcia — illa de Whalsay, Shetland                                                                |
| 60° 20′ N, 1° 0′ O / 60.333°N,1.000°O | Mar del Nord          | Passa a l'est de l'illa de Noss, Escòcia, Regne Unit (a 60° 8′ N, 1° 1′ O / 60.133°N,1.017°O)      |
| 54° 36′ N, 1° 0′ O / 54.600°N,1.000°O | Regne Unit            | Anglaterra — fent terra a l'oest de Saltburn-by-the-Sea, North Yorkshire                           |
| 50° 47′ N, 1° 0′ O / 50.783°N,1.000°O | Canal de la Mànega    | Passa a l'est de l'Illa de Wight, Anglaterra, Regne Unit (a 50° 41′ N, 1° 4′ O / 50.683°N,1.067°O) |
| 49° 24′ N, 1° 0′ O / 49.400°N,1.000°O | França                | |
| 42° 59′ N, 1° 0′ O / 42.983°N,1.000°O | Espanya               | Passa a l'oest de Cartagena a 37° 36′ N, 0° 59′ O / 37.600°N,0.983°O                               |
| 37° 35′ N, 1° 0′ O / 37.583°N,1.000°O | Mar Mediterrani       | |
| 35° 41′ N, 1° 0′ O / 35.683°N,1.000°O | Algèria               | |
| 32° 32′ N, 1° 0′ O / 32.533°N,1.000°O | Marroc                | Per uns 1 km a la part més oriental del país                                                       |
| 32° 31′ N, 1° 0′ O / 32.517°N,1.000°O | Algèria               | |
| 22° 33′ N, 1° 0′ O / 22.550°N,1.000°O | Mali                  | |
| 14° 51′ N, 1° 0′ O / 14.850°N,1.000°O | Burkina Faso          | |
| 10° 59′ N, 1° 0′ O / 10.983°N,1.000°O | Ghana                 | |
| 5° 12′ N, 1° 0′ O / 5.200°N,1.000°O   | Oceà Atlàntic         | |
| 60° 0′ S, 1° 0′ O / 60.000°S,1.000°O  | Oceà Antàrtic         | |
| 68° 52′ S, 1° 0′ O / 68.867°S,1.000°O | Antàrtida             | Terra de la Reina Maud — reclamada per Noruega                                                     |